# Sancura BKK
Die Sancura BKK (vormals BKK Mittelhessen) war eine Betriebskrankenkasse mit Sitz in Wetzlar. Sie war bundesweit für alle Versicherten und ihre Familienangehörigen geöffnet.

## Geschichte
Die Sancura BKK entstand zum 1. Januar 1996 unter der Bezeichnung BKK Mittelhessen aus der Fusion mehrerer Betriebskrankenkassen mit zum Teil jahrelanger Tradition in Wetzlar und Umgebung:
- BKK Leica, Wetzlar (ehemals Betriebskrankenkasse Ernst Leitz Wetzlar)
- BKK Schunk, Heuchelheim (vgl. Schunk Group)
- BKK Buderus Biedenkopf Lollar, Biedenkopf
- BKK Buderus AG Wetzlar, Wetzlar
- BKK Hasenclever, Battenberg
- BKK der Gail-Inax AG, Gießen
- BKK Juno, Herborn
- BKK Frank, Dillenburg (ehemals Betriebskrankenkasse Frank'sche Eisenwerke AG)
- BKK IBP Bänninger, Gießen

Die BKK Mittelhessen hatte bei ihrer Gründung 50.000 Mitglieder, konnte aber durch außerordentlich niedrige Beitragssätze (teilweise 11,7 % im Beitragsgebiet Ost) die Mitgliederzahl auf zuletzt 120.000 Mitglieder steigern. Zum 1. Januar 2001 nahm die BKK Mittelhessen die BKK Schenck auf und nannte sich gleichzeitig in Sancura BKK um. Am 1. April 2002 kam noch die BKK LWV/Naspa (ihrerseits entstanden aus einer Fusion der Betriebskrankenkasse des Landeswohlfahrtsverbands Hessen und der Betriebskrankenkasse der Nassauischen Sparkasse) hinzu. Zuletzt hatte die Sancura BKK 150.000 Mitglieder. Zum 1. Januar 2007 ging die Sancura BKK in der Taunus BKK auf.